# Sense: A Cyberpunk Ghost Story
Sense: A Cyberpunk Ghost Story es un videojuego indie de género de videojuegos de terror estrenado en 2020 para Windows y que se estrenara para Nintendo Switch en enero de 2021. El videojuego presenta una mezcla de folklore chino y temática ciberpunk, mientras que su jugabilidad se inspira en las entregas de las franquicias Fatal Frame y Clock Tower.

## Jugabilidad
El mundo del videojuego se puede explorar apuntando y haciendo clic para revelar elementos y resolver acertijos. El personaje principal tiene implantes oculares cibernéticos, que permiten hacer zoom en áreas importantes para examinarlas con mayor detalle.

## Argumento
Con una ambientación en 2083, en la ciudad Neo Hong Kong, la heroína Mei-Lin Mak debe explorar las ruinas de Chong Sing Apartments, descubriendo la historia de sus 14 almas perdidas, así como el pasado de su propia familia.

## Lanzamiento
El videojuego se estrenó para Windows en Steam el 25 de agosto de 2020, pero se retiró temporalmente al día siguiente para corregir bugs y ajustes de dificultad.

### Controversia sobre censura
Tras el lanzamiento en Nintendo Switch, hubo llamadas en las redes sociales para censurar al videojuego, lo que condujo a que el desarrollador recibiera amenazas de muerte por el estilo artístico del videojuego, que se dice que es "un futuro ciberpunk distópico donde la hiper-sexualización y la modificación corporal eran un lugar común". Top Hat Studios emitió un comunicado negándose a censurar su obra. Sin embargo, The Gamer cuestionó si la declaración era en cambio una controversia fabricada, y señaló que el videojuego recibió una gran cantidad de críticas después de la declaración, la mayoría de las cuales dijeron eran de personas que apenas jugaron al videojuego y contenían declaraciones en contra de los "guerreros de la justicia social". The Gamer también argumentó que el estilo artístico presente en el videojuego "está desactualizado" y que, por lo tanto, justifica las críticas sobre esto. Top Hat Studios, utilizando publicaciones de Facebook, Twitter y correos electrónicos, proporcionó evidencia de algunas de sus afirmaciones que mostraban convocaciones para bombardeo de reseñas y llamamientos masivos para censurar al videojuego.

## Recepción
En Metacritic, el videojuego en su versión para Nintendo Switch tiene una calificación de 60 basada en cuatro reseñas que indican "reseñas mixtas o promedio". En una reseña de la versión para PC para Noisy Pixel, Azario López dijo que el videojuego era "una evocación a las aventuras clásicas de survival horror que parecía satisfacer tanto las necesidades del desarrollador que dejó fuera la parte más importante: el jugador" y que "la historia rara vez tendrá sentido, y la naturaleza fortuita del diseño de los puzzles obliga a muchos momentos de retroceso sin rumbo fijo". Mientras que TheSixthAxis fue más positivo con la versión para Switch del videojuego, diciendo "La gama de influencias mostradas ayuda a hacer que lo que podría haber sido solo otro videojuego de terror se sienta verdaderamente único". Cubed3 dijo en una reseña de la versión para PC que "falla como un videojuego de aventura". Finger Guns dijo en una reseña de la versión para Switch que "Para ser un videojuego sobre espíritus, Sense: A Cyberpunk Ghost Story es bastante carente de alma. Un juego de terror de retroceder por números en la línea de Clock Tower, su estructura y contenido se siente mediocre y un poco decepcionante si esperabas temas ciberpunk".
A pesar de la recepción mixta de los críticos, el videojuego pasó a tener reseñas muy positivas entre los usuarios de Steam y Metacritic, recibiendo una recepción "muy positiva" de los usuarios de Steam y una puntuación de 8,3 en Metacritic. El videojuego se vendió bien a pesar de una serie de controversias, y las ediciones en formato físico se vendieron por completo.